# JTO GIRLSトーナメント
JTO GIRLSトーナメント（ジェー・オー・ティー・ガールズ・トーナメント）は、JTOが開催しているトーナメント戦。

## JTOルール
- 勝敗はギブアップ、KO、レフェリーストップ、3ロストポイントによるTKO負け。時間切れの場合はロストポイントで決着。
- ロストポイントはロープエスケープ、ダウン、故意に場外に出たとレフェリーが認めた場合、悪質な反則行為とレフェリーが判断した場合。
- ダウンカウント、場外カウントはない。
- QUEEN of JTO王者が優勝を逃した場合は優勝者に王座が移動となる。

## 歴代優勝者
| 年代   | 開催期間                | 優勝者     | 準優勝者   |
| ------ | ----------------------- | ---------- | ---------- |
| 2020年 | 12月6日                 | 雫有希     | 稲葉ともか |
| 2022年 | 5月29日、6月5日、7月9日 | 稲葉ともか | 山縣優     |
| 2023年 | 5月6日、6月23日         | 優宇       | 稲葉ともか |
| 2024年 | 1月13日、2月4日、3月1日 | 稲葉ともか | 稲葉あずさ |